# Ferrari FXX
Ferrari FXX — високошвидкісний гоночний прототип італійської компанії Ferrari, створений на базі Ferrari Enzo, і був виготовлений в кількості 29 штук в 2005—2007 роках.

## Історія

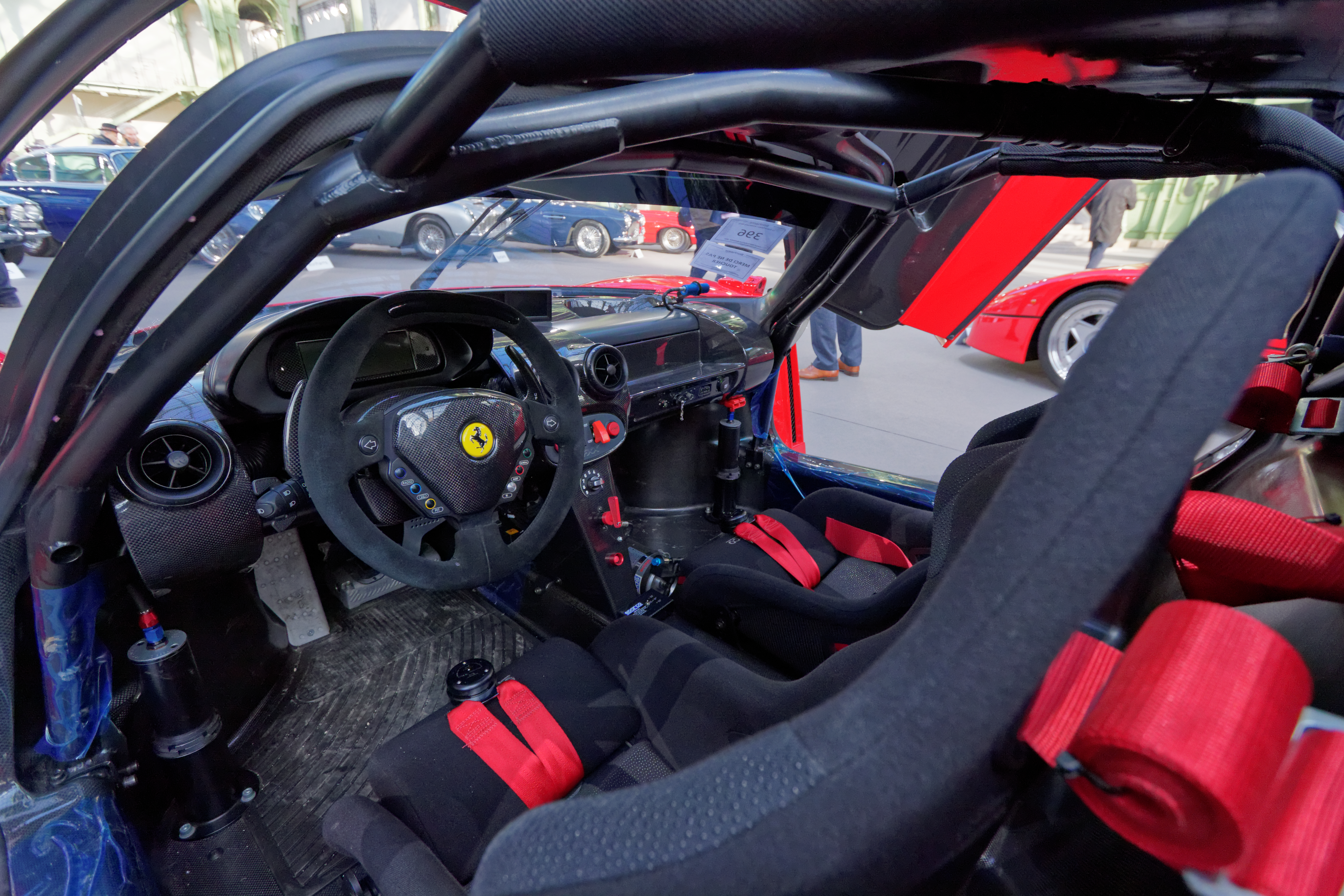

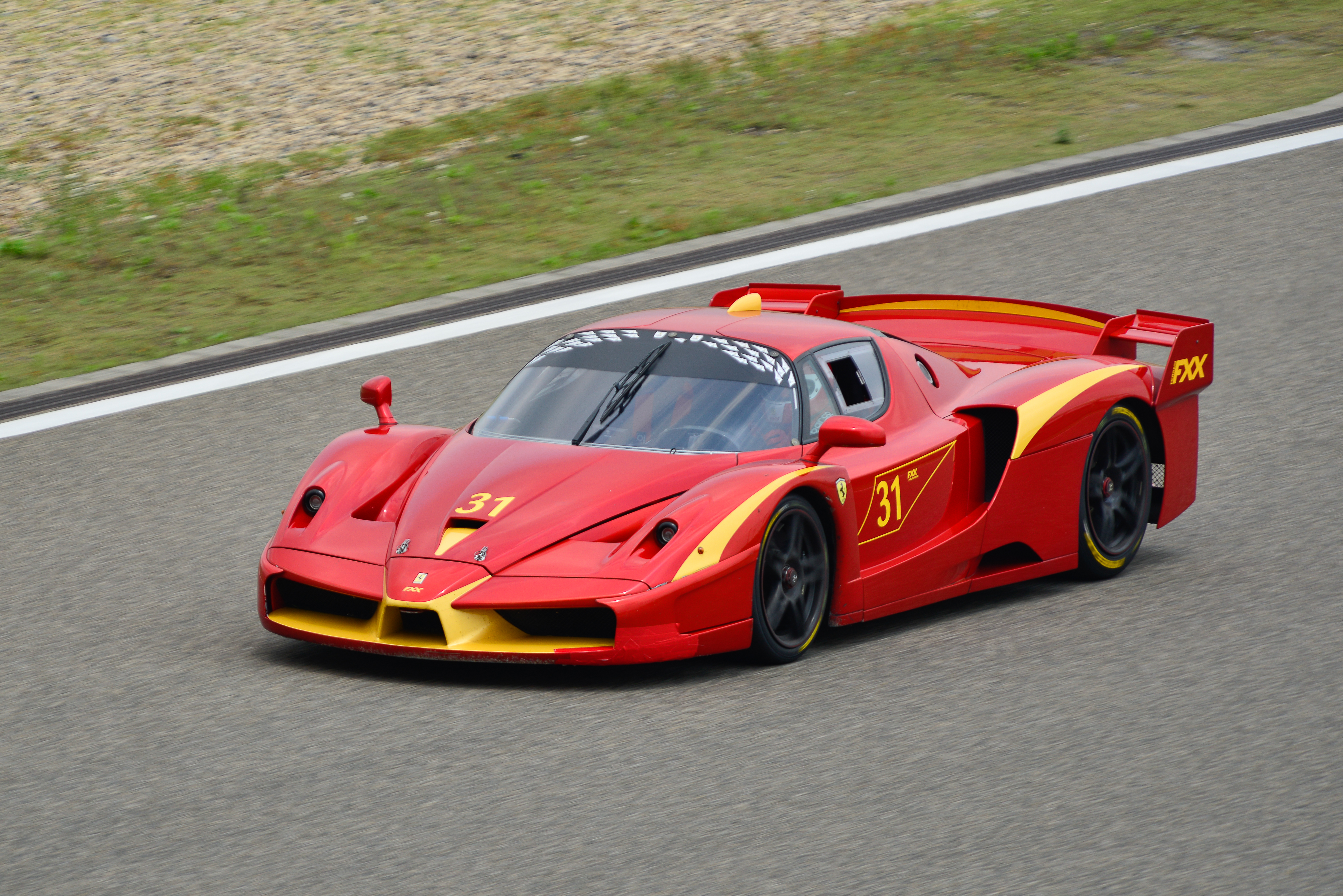
Ferrari FXX в автоперегонах

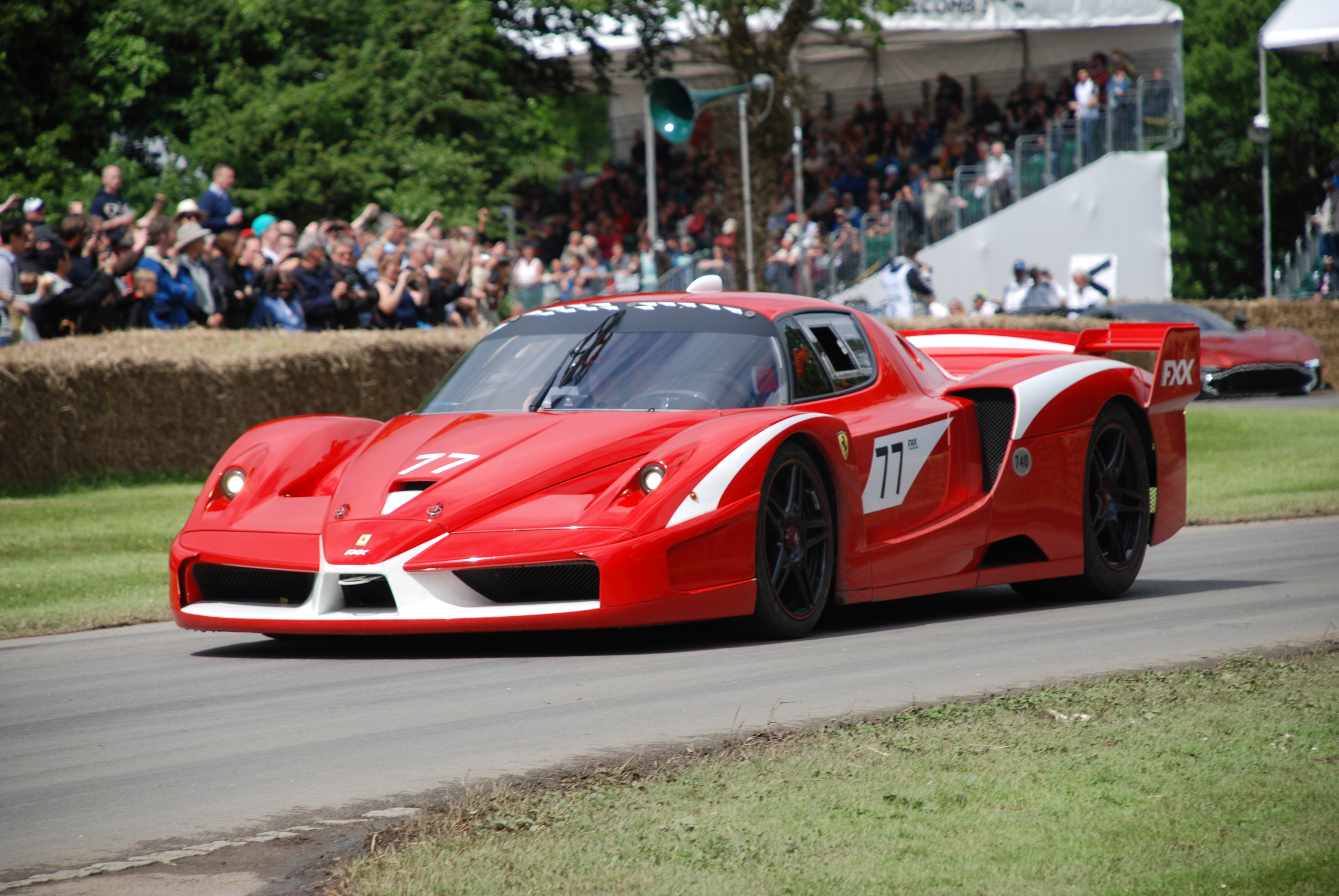
Ferrari FXX Evoluzione

Виробництво FXX розпочалося в 2005 році. Модель була виготовлена в кількості 30 штук. Остання стандартна модель з серії була зібрана в 2006 році.
У 2007 році, Ferrari представила спеціальну версію FXX — Evolution Package. Завдяки цій моделі, тест-програма була відновлена і продовжена до 2009 року. Evolution Package поставила новий рекорд на трасі — 1 хв. 16 сек.
Планувалося збудувати 29 автомобілів, але у зв'язку із завершенням у 2006 році кар'єри Міхаеля Шумахера, знаменитого гонщика і рекордсмена Формули-1, керівництво Феррарі вирішло зробити Червоному Барону прощавальний подарунок в знак вдячності за його заслуги. Автомобиль Шумахера відрізняється тим, що він повністю пофарбований у чорний колір, на ньому стоять чорні диски із червоним окантуванням і логотипи Шумахера в салоні. Номер автомобіля — 30.
Пакет FXX Evolution, як повідомлялося, коштує 1,5 млн євро (без врахування податків) (2,1 млн дол. США), в цю суму входить автомобіль, екіпаж і послуги від Ferrari.
Однією із Ferrari FXX володіє мільярдер Роман Абрамович.

## Огляд
Ferrari FXX являє собою еволюцію Ferrari Enzo та розділяє деякі компоненти з оригінальним автомобілем. Автомобіль створений як частина тестової програми, в якій клієнти платять $1,8 млн, але їм тільки дозволяється водити автомобіль в спеціальні трек-дні, які затверджуються Ferrari.
Дочірня компанія Ferrari — Maserati, розробила аналогічний автомобіль, MC12 Corsa.

## Загальна характеристика
Двигун Ferrari FXX також базується на Ferrari Enzo, але був збільшений до 6262 куб.см. Потужність також була збільшена з 660 к.с. у Enzo (485,4 кВт) до 800 к.с. (588 кВт) при 8500 обертах на хвилину.
Коробка передач включає в себе новітні розробки від болідів Формули 1 і має переключення передач менше ніж 100 мс. Гальмівні колодки від Enzo також були модернізовані. Однак, зберегли армовані вуглецевим волокном з карбіду кремнію (C / SiC) керамічні композитні диски такі ж, як і на Ferrari Enzo. Шини — спеціально розроблені 19-дюймові сліки.